# DoDonPachi Saidaiōjō
DoDonPachi Saidaiōjō (怒首領蜂 最大往生) est un jeu vidéo de type shoot 'em up développé et édité par Cave, sorti à partir de 2012 sur borne d'arcade exploitant le système Cave CV1000D et Xbox 360. Il est ressorti fin 2020 sur le système d'arcade d'ExA-Arcadia sous forme de "cartouche" accompagné de trois nouveaux modes de jeu, le mode "Exa-Label" qui est un mode exclusif à cette version, le mode "X Arrange" qui reprend le mode "Xbox 360" de la version console avec une gestion différente des points de vies pour mieux coller à l'univers arcade, ainsi que le mode "Inbachi" qui vous met face au "True Last Boss" du jeu. Cette dernière version propose des musiques de meilleures qualités ainsi que des graphismes HD comparés à la version arcade d'origine, de plus elle vous permet d'utiliser le vaisseau Type-D dans les différents modes de jeux proposés. Il s'agit d'un manic shooter.

## Accueil
- Famitsu : 33/40[1]